# Trachelochismus
Trachelochismus – rodzaj ryb z rodziny grotnikowatych (Gobiesocidae).

## Klasyfikacja
Gatunki zaliczane do tego rodzaju:
- Trachelochismus melobesia
- Trachelochismus pinnulatus